# 托爾切斯特 (馬里蘭州)
托爾切斯特（英語：Tolchester）是位於美國馬里蘭州肯特縣的一個普查規定居民點。

## 人口
根據2020年美國人口普查的數據，托爾切斯特的面積為1.60平方千米，當中陸地面積為1.58平方千米，而水域面積為0.01平方千米。當地共有人口297人，而人口密度為每平方千米185.63人。